# Denver Nuggets 2010-2011
La stagione 2010-11 dei Denver Nuggets fu la 35ª nella NBA per la franchigia.
I Denver Nuggets arrivarono secondi nella Northwest Division della Western Conference con un record di 50-32. Nei play-off persero al primo turno con gli Oklahoma City Thunder (4-1).

## Roster
| N° | Naz.                   | Ruolo | Sportivo         | Anno | Alt. | Peso |
| -- | ---------------------- | ----- | ---------------- | ---- | ---- | ---- |
| 0  | Panama (bandiera)      | A     | Gary Forbes      | 1985 | 201  | 100  |
| 1  | Stati Uniti (bandiera) | G     | Chauncey Billups | 1976 | 191  | 92   |
| 3  | Stati Uniti (bandiera) | G     | Ty Lawson        | 1987 | 180  | 88   |
| 4  | Stati Uniti (bandiera) | A     | Kenyon Martin    | 1977 | 206  | 106  |
| 5  | Stati Uniti (bandiera) | G     | J.R. Smith       | 1985 | 198  | 100  |
| 6  | Stati Uniti (bandiera) | G     | Arron Afflalo    | 1985 | 196  | 98   |
| 7  | Stati Uniti (bandiera) | A     | Al Harrington    | 1980 | 206  | 104  |
| 8  | Italia (bandiera)      | C     | Danilo Gallinari | 1988 | 208  | 102  |
| 11 | Stati Uniti (bandiera) | A     | Chris Andersen   | 1978 | 208  | 104  |
| 15 | Stati Uniti (bandiera) | A     | Carmelo Anthony  | 1984 | 203  | 104  |
| 20 | Stati Uniti (bandiera) | G     | Raymond Felton   | 1984 | 185  | 90   |
| 21 | Stati Uniti (bandiera) | A     | Wilson Chandler  | 1987 | 203  | 100  |
| 23 | Stati Uniti (bandiera) | A     | Shelden Williams | 1983 | 206  | 113  |
| 25 | Stati Uniti (bandiera) | G     | Anthony Carter   | 1975 | 185  | 86   |
| 25 | Russia (bandiera)      | C     | Timofej Mozgov   | 1986 | 216  | 113  |
| 31 | Brasile (bandiera)     | AC    | Nenê Hilário     | 1982 | 211  | 122  |
| 32 | Stati Uniti (bandiera) | A     | Renaldo Balkman  | 1984 | 203  | 94   |
| 34 | Stati Uniti (bandiera) | C     | Melvin Ely       | 1978 | 208  | 118  |
| 41 | Grecia (bandiera)      | C     | Kosta Koufos     | 1989 | 213  | 120  |

## Staff tecnico
- Allenatore: George Karl
- Vice-allenatori: Adrian Dantley, Melvin Hunt, John Welch, Chad Iske, Stacey Augmon
- Preparatore fisico: Steve Hess
- Preparatore atletico: Jim Gillen